# August Beckmann
August Beckmann (* 17. Mai 1852 auf Gut Karlsminde; † 14. März 1914 in Frankfurt am Main) war preußischer Politiker, Abgeordneter des Preußischen Abgeordnetenhauses (Deutschkonservative Partei) und langjähriger Landrat des Landkreises Usingen.

## Ausbildung und Leben
August Beckmann wurde als Sohn des Gutsbesitzers Carl (Friedrich Ulrich) Beckmann (6. Januar 1816 – 1879) und seiner Frau Elisabeth Wilhelmine Dorothea, geborene Schwerdtfeger (19. September 1822 – 28. November 1893) auf dem väterlichen Gutshof geboren. Nach einer anfänglichen Unterrichtung durch einen Hauslehrer besuchte August Beckmann ab 1864 das Gymnasium in Eutin und legte dort 1871 das Abitur ab. Nach dem Abitur studierte er in Heidelberg und Leipzig Rechtswissenschaften. 1871 wurde er Mitglied des Corps Guestphalia Heidelberg. Das Studium schloss er 1875 mit der Promotion zum Dr. iur. ab. 1875 bis 1876 war er Gerichtsreferendar beim Amtsgericht Kassel, diente danach als Einjährig-Freiwilliger bei einem sächsischen Regiment und war ab 1879 Regierungsreferendar. Weitere Schritte in seiner Verwaltungslaufbahn waren Tätigkeiten bei den Landratsämtern Kassel-Land und Fulda, der Finanzdirektion Hannover und ab 1885 der Regierung Stade.
August Beckmann war evangelisch und mit Elisabeth (Ida Anna Mathilda) geb. Kirsten, der Tochter des Gutsbesitzers Eduard Kirsten, verheiratet.

## Landrat
Nach der Herauslösung des Landkreises Usingen aus dem Obertaunuskreis zum April 1886 wurde Beckmann kommissarischer Landrat. Die offizielle Ernennung erhielt er zum 12. Dezember 1886. Er blieb bis zu seinem Tode 1914 insgesamt 28 Jahre Landrat in Usingen. Als Landrat engagierte er sich vor allem für die Förderung der Landwirtschaft. Die erstmalige Versorgung vieler Gemeinden mit Gas, Wasser und Abwasser fiel in seine Amtszeit. Auch die Vollendung der Bahnstrecke Frankfurt–Friedrichsdorf sowie der Bau der anschließenden Bahnstrecke Friedrichsdorf–Albshausen und der Weiltalbahn wurde von ihm intensiv gefördert.

## Ehrungen
Die Stadt Usingen ernannte ihn zum Ehrenbürger. Dort ist die Landrat-Beckmann-Straße nach ihm benannt. Er wurde zum Geheimen Regierungsrat ernannt und mit dem Großherzoglich Hessischer Philippsorden (Komtur II. Klasse), dem fürstlich bulgarischen Zivilverdienstorden (Komtur), dem preußischen Kronenorden (Ritter III. Klasse) und dem Roten Adlerorden (Ritter IV. Klasse) ausgezeichnet.

## Abgeordneter
1891 bis 1899 sowie 1904 bis 1913 wurde er für den Wahlkreis Wiesbaden 6 (Oberlahnkreis, Landkreis Usingen) in das Preußische Abgeordnetenhaus gewählt. 1893 bis 1913 vertrat er den Landkreis Usingen im Nassauischen Kommunallandtag. 1901 bis 1914 war er Mitglied des Landes- und des Provinzialausschusses.